# Gasteinský vodopád
Gasteinský vodopád (německy Gasteiner Wasserfall, Bad Gasteinerfall) je vodopád v Rakousku, ve spolkové zemi Salcbursko na říčce Gasteiner Ache ve městě Bad Gastein. Jedná se o třístupňový vodopád s celkovou výškou 128 m (7. nejvyšší vodopád v Rakousku), nejvyšší stupeň měří 56 m. 